# أحلام الزعيمي
أحلام الزعيمي ممثلة مغربية من مواليد مدينة الرباط، تعرف عليها الجمهور المغربي من خلال دورها في الجزء الثاني من مسلسل وعدي، كما شاركت في مسلسل حياتي للمخرج ياسين فنان في أواخر سنة 2016 أما آخر أعمالها فكان مسلسل مومو عينيا الذي تم بثه على قناة الأولى.

## ولوج عالم التمثيل
ولجت الشابة أحلام الزعيمي عالم الفن وبالخصوص مجال التمثيل صدفة لا غير، حيث كانت تدرس الماركتينغ واشتغلت في مجال الفندقة. ثم في وقت لاحق اقترح عليها دخول عالم التمثيل، حيث خاضت التجربة لكنها لم تكن مقتنعة بها على حد تعبيرها وفي النهاية تغير الوضع كليا. 

## ولوج عالم السينما
لم تظهر بعد أحلام في أفلام سينمائية كبيرة، لكنها صورت إحداها ولم يُعرض في القاعات السينمائية لأسباب مجهولة! لكنها أكدت على خوضها أفلام سينمائية أخرى في أدورا مختلفة عما تعود عليه المشاهد المغربة خاصة والعربي عامة. 

## قائمة أعمالها

### مسلسلات
| عنوان المسلسل  | المخرج     | سنة الإصدار | ملاحظات                                                           |
| -------------- | ---------- | ----------- | ----------------------------------------------------------------- |
| زين لبيار      |            | 2015        | شاركت بدور البطلة الرئيسية.                                       |
| دار الغزلانج1  |            | 2016        | شاركت في المسلسل كضيفة حلقات ضمن أحداث المسلسل فقط (دور ثانوي)    |
| وعدي (الجزء 1) | ياسين فنان | 2016        | ظهرت في كل حلقات الجزء الأول من المسلسل                           |
| وعدي (الجزء 2) | ياسين فنان | 2017        | ظهرت في كل حلقات الجزء الثاني من المسلسل                          |
| حياتي          | ياسين فنان | 2017        | حصلت على دور البطولة في المسلسل إلى جانب ماجدولين الإدريسي وآخرون |
| مومو عينيا     |            | 2017        | شاركت في دور ثانوي                                                |
| ديسك حياتي     |            | 2018        | ظهورخاص كضيفة شرف                                                 |
| الماضي لا يموت | 2019       | سناء        | دور مساعد                                                         |
| شهادة ميلاد    | 2020       | نرجس        | دور رئيسي                                                         |

### أفلام
- سوء فهم
- لبس قدك يواتيك
- ألو ابتسام